# Ушба
У́шба (Ужба, груз. უშბა) — одна з вершин Великого Кавказу в грузинському регіоні Сванетії. Висота — 4690 м. Вершина двоголова, складена гранітами. За 10 км від Ушби знаходиться населений пункт Местія.
Ушба з грузинської перекладається як «шабаш відьом» або «гора відьом», «гора-вбивця». Гора розміщена в самому кінці Шхельдинської ущелини, на кордоні між Росією і Грузією. Небагато альпіністів можуть похвалитися підкоренням цієї вершини — одного з найскладніших у світі чотиритисячників.

## Опис гори
Масив Ушби складається з двох вершин — Північної (4694 м) та Південної (4710 м). Їх єднає Ушбинська перемичка або «труба» (таку назву їй дали недаремно, навіть у гарну погоду в ній вітряно). З усіх боків схили масиву обриваються крутими 1000-1500-метровими стінами. Сьогодні на Ушбі прокладено приблизно 50 маршрутів різної категорії складності.
Ушбинське плато, розташоване на висоті 4000 м, покрите потужним льодовиком і оточене вершинами Головного хребта — Шхельда, Ушба, пік Щуровського, Чатин. З південного заходу плато обмежене довгим, сильно порізаним Східним гребенем — «пилкою» Східної Шхельди. Вириваючись з плато через вузькі скельні ворота, утворені південно-західними стінами піку Щуровського і Північними стінами «пилки» Шхельди, льодовик круто спрямовується вниз, утворюючи сильно порізаний Ушбинський льодопад, що впадає в Шхельдинський льодовик. Його можна спокійно подолати в червні-липні, а в інший час він сильно розірваний тріщинами.

## Історія сходжень на вершину
Історія підкорення цієї гори-вбивці починається ще в кінці XIX століття. Північний пік Ушби був вперше підкорений у 1888 році Джоном Гарфордом Кокіним з провідником Ульріхом Альмерія. Південний пік був підкорений лише в 1903 році експедицією німецьких, швейцарських і австрійських альпіністів під керівництвом В. Рікмер-Рікмерса.
Серед українських підкорювачів Ушби — Ігор Чаплинський, який протягом 1993-2011 років 5 разів побував на вершині, як з північного, так і південного боку, а у 2011 році був серед учасників сходження по новому й одному з найскладніших маршрутів південної вершини, який отримав назву "Характерник".

## Джерела

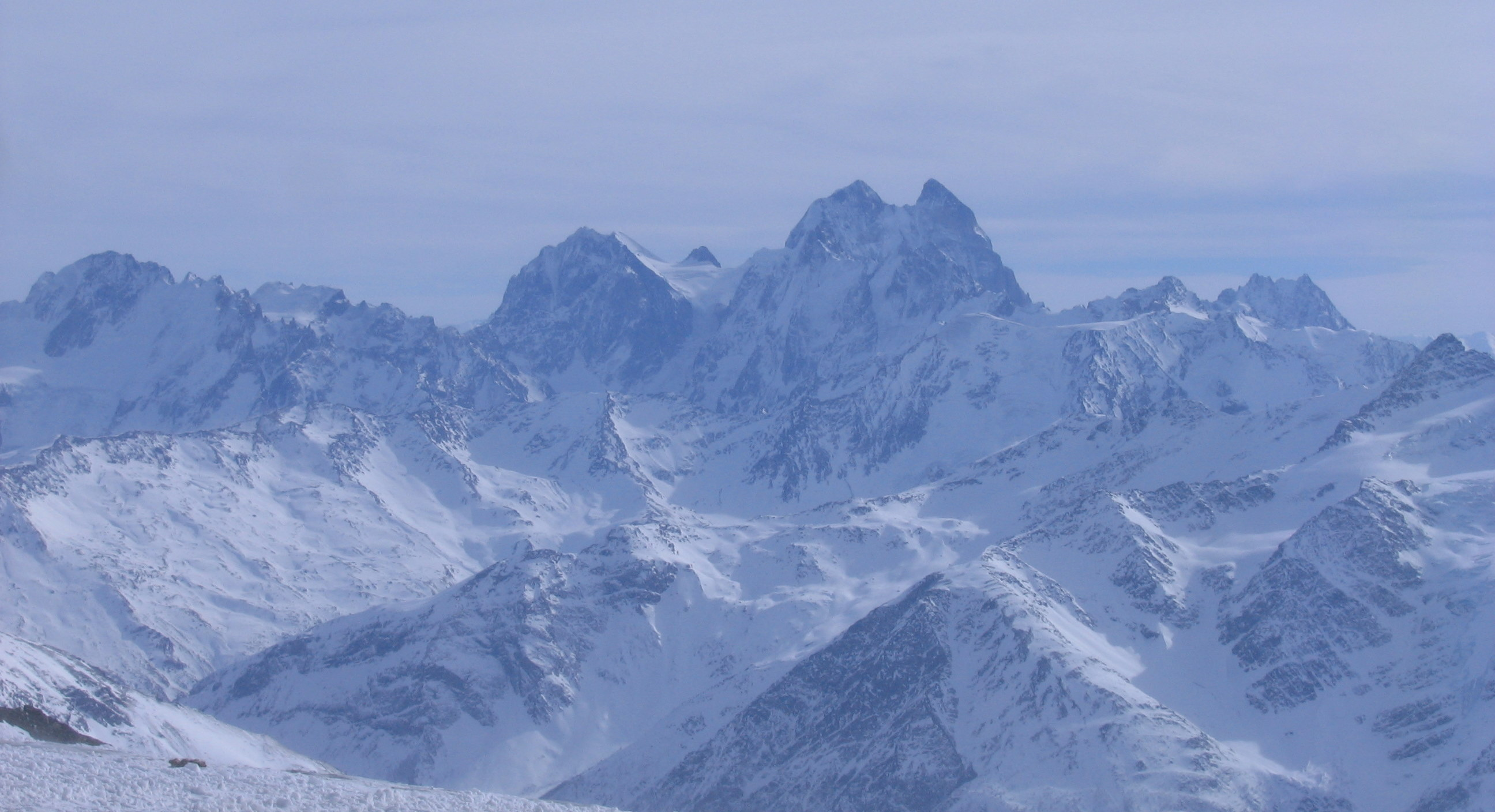
Вид на Ушбу з Ельбруса

## Ресурси Інтернету
- Енциклопедія ризику
- Вікісховище має мультимедійні дані за темою: Ушба

| Грузія | Це незавершена стаття з географії Грузії. Ви можете допомогти проєкту, виправивши або дописавши її. |

1. 1 2  https://www.peakbagger.com/peak.aspx?pid=10396